# Bundesautobahn 10
Pour les articles homonymes, voir A10 et Autoroute A10.
L'autoroute allemande 10 (Bundesautobahn 10 en allemand et BAB 10 en abrégé), surnommée « Berliner Ring » (« anneau de Berlin » en allemand), est une autoroute périphérique autour de la capitale allemande, Berlin. Cette autoroute est entièrement située dans l'agglomération berlinoise, pour la plus grande partie sur le territoire du land de Brandebourg. Avec une longueur totale de 196 km, la BAB 10 est le périphérique le plus long en Europe.
C'est la deuxième voie de contournement de Berlin avec la Bundesautobahn 100 (BAB 100) surnommée « Berliner Stadtring ». 

## Historique
Les premiers tronçons entre les sorties de Berlin-Weißensee et de Potsdam, à l'est et au sud de Berlin, ont été ouverts entre 1936 et 1939. Par la suite, le déclenchement de la Seconde Guerre mondiale a interrompu les travaux qui sont restés inachevés plus de trente ans. La ceinture périphérique fut accomplie par les autorités de l'Allemagne de l'Est (RDA) entre 1972 et 1979.
Après la réunification allemande, une grande partie du périphérique a été entièrement revue et considérablement développée.

## Intersections
De son parcours, partent plusieurs autoroutes allemandes : 
- à Szczecin en Pologne () ;
- à Francfort-sur-l'Oder et la Pologne () ;
- à Dresde /  au centre de Berlin () ;
- « AVUS » au centre de Berlin () ;
- à Munich ;
- à la région de la Ruhr ;

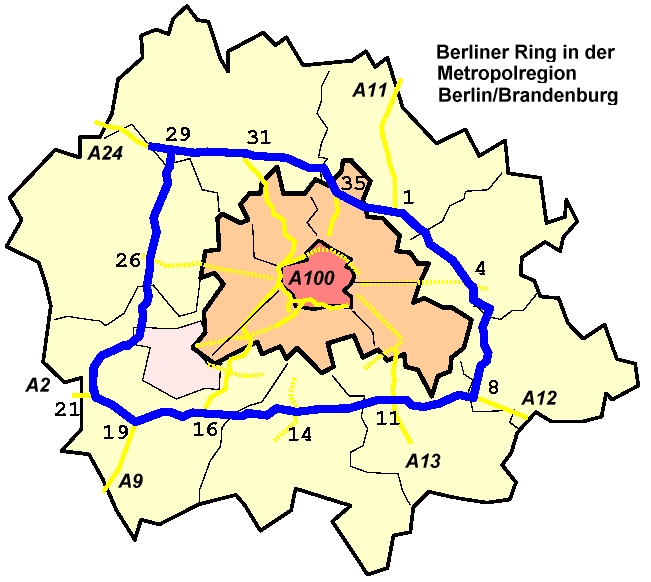
Localisation de la Berliner Ring (autoroute A10) dans l'agglomération berlinoise.

- à Hambourg ;
- au centre de Berlin () ;
- au centre de Berlin.